# Sickelsjö herrgård
Sickelsjö är ett gods och en herrgård i Arboga kommun i Västmanlands län. Sickelsjö är beläget i gamla Götlunda socken, nära sjön Hjälmaren.
Sickelsjö vinäpple är landskapsäpple för Närke.

## Namnursprung
Namnet Sickelsjö skrevs året 1473 som Sykløsom. Bokstaven Y var skrivtecknet för dagens I. Ordslutet om är en grammatisk ändelse. Ursprungsnamnet var alltså, i sin nominativform, Siklösa. Förleden sik betyder sidlänt ställe/fuktig dalsänka. Efterledet lösa förekommer fortfarande i exempelvis skånska ortnamn som Igelösa och Harlösa, i västra Skåne och i Skoglösa utanför Kristianstad. Betydelsen av efterledet lösa är omstridd men Svensk Etymologisk Ordbok översätter ordet lösa med äng.
Följande namn på Sickelsjö har förekommit:
Sikløsa (1473), Saekløsa, Sykløsom och Saekløssom (1473). 
Siklesom, Sekløssom, Säkklösa (1487), Siklessom (1515).
Siklösa (1607), Sikulsa (1617), Sikelsiö (1626)
Sickelsiö Hoff (1656, 1672, 1680), Sickelsjöholm (1783), Sickelsjöhof (1828)

## Bakgrund

### Historiskt
Runt Sickelsjö finns rester från byar från stenåldern. På goda grunder antas att Sickelsjö hört till de gårdar som Sten Sture den äldre ägde i dessa trakter. I Bergströms Arbogakrönika kan man läsa att Sture 1481 ägde Sickelsjö och det då tillhörande Nannberga som senare ärvdes av Gustav Vasa. Inte mycket är känt från den tiden. Det är först från 1600-talets början som man kan tala om godsets historia.

### Possarna
Det är känt från år 1634 att Christer Axelsson Posse, landshövding i Västmanland och ståthållaren på Västerås slott, ägde ett frälsehemman Sickelsjö samt godset Nannberga. År 1643 köpte friherren Knut Jöransson Posse af Hedensund detta frälsehemmanet Sickelsjö och Nannberga av kusinen Christer Posse. Knut Posse bildade då säteriet Sickelsjöhoff.
Efter Knut Posses död 1664 ärvde sonen Gustaf Knutsson Posse Sickelsjö och sedermera av dennes änka, friherrinnan Märta Berendes efter sin makes bortgång.
Då Gustaf Posse, i likhet med övriga riksråd, dömdes att betala betydande belopp för riksförvaltningen under Karl XI minderårighet, måste frun Berendes 1680 avstå godset till kronan.

### Silferkrantz och Danckwardt-Lillieström
Assessorn vid kammarrevisionen Johan Silfverkrantz köpte godset av kronan 1686 men sålde det vidare 1708 till överste Jakob Danckwardt-Lillieström d.ä. (1693-1759) på Frötuna och Kåsäter, vars arvingar ägde det till 1759, då Johanna Danckwardt-Lillieströms man Carl Fredrik Heijkenskjöld köpte godset.

### Behm och Folin
1845 köptes godset av kaptenen Gustaf Mannerstråle och medicine doktor Axel Herman Behm i Arboga. Sonen Herman som ägde Sickelsjö från 1885 hade inga manliga arvingar och godset gick därför vidare till Albert Folin, som tillsammans med sin fru Gerda, dotter till Hilda Behm, övertog Sickelsjö år 1923. Albert Folin var då 58 år gammal och hade innan dess haft en juridisk karriär i bland annat Stockholms drätselnämnd. Alberts och Gerdas arvingar äger fortfarande Sickelsjö.
Herman Behm var mycket aktiv i projektet att sänka Hjälmaren. På en kulle vid Sågtorpsvägen finns en minnessten om projektet. Vid foten av samma kulle finns en markering var Hjälmarens vatten en gång nådde.

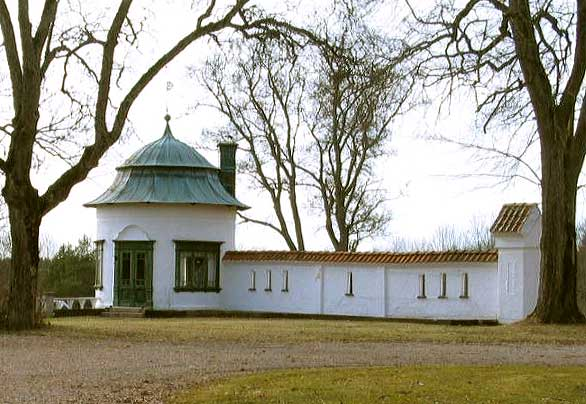
Pavilliongen med flöjel från Hameln

## Byggnaderna
De tidiga godsherrarna Posse och Dankwardts bodde sannolikt aldrig permanent på Sickelsjö eftersom de hade bättre sätesgårdar på andra håll. Gustav Posse påbörjade byggnationen av en stor slottsliknande byggnad som emellertid aldrig färdigställdes. Endast en grundmur och källarvalv finns idag kvar som minne om bygget av detta 1600-talshus. Huset var placerat i nordsydlig riktning med utsikt över, de då ibland av Hjälmaren vattendränkta, ängarna i söder.

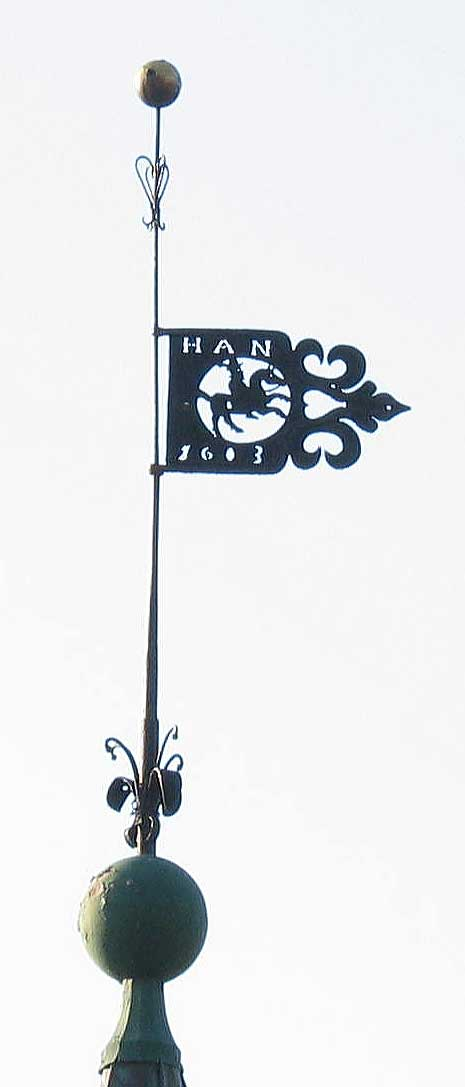
Flöjeln från Hameln

Den nuvarande herrgården byggdes 1795 - 1802 på hovrättsrådet Heijkenskjölds tid. Huset är 30 meter långt och 25 meter brett med 7 meter höga väggar. Huset är uppfört i trä med reveterad fasad. Byggnaden är i två plan om vardera 450 m² med sammanlagt 18 rum samt kök och källare. Byggnaden är uppförd på Ullhammarsåsen.
På gårdsplanen framför huvudbyggnaden ligger en rund paviljong, uppförd 1903, på platsen för gårdens gamla corps-de-logi. På paviljongtaket sitter en flöjel, med bokstäverna HAN och årtalet 1603. Den kommer ursprungligen från råttfångarstaden Hameln och hade återfunnits bland diverse skrot i källaren på Ratfängerhaus. Dåvarande ägaren till Sickelsjö, Axel Behm, erhöll den som gåva av upphittarna, två tyska vänner, med motiveringen att det var så länge sedan Sverige tagit troféer i Tyskland och det kunde vara på tiden att Behm hemförde en sådan om ock så i fredligt utbyte. Sedan 1903 finns den minnesrika flöjeln på paviljongens tak. Hela historien bakom flöjeln finns på en tavla inuti tornbyggnaden.

## Djur- och växtliv
Herman Behm tillmötesgick Naturskyddsföreningens begäran om fridlysning av ett område vid gamla Järnäsgården. I Sickelsjös skogar och marker finns ett rikt djurliv med bäver, räv, lodjur, rådjur, kronhjort, dovhjort och älg. Här lever och häckar flera rovfågelarter som exempelvis kungsörn, ormvråk, kattuggla och kärrhök.

## Dagens Sickelsjö
Dagens Sickelsjö har en total areal på cirka 2.300 ha och består av Åsnabben, Hägerdalen, Norra Järnäs och delar av Södra Järnäs. Tofthammar som tidigare låg under Sickelsjö är numera friköpt.
Fram till 1950-talet fanns här ett sjudande liv med egen skola, mejeri och flera verkstäder. Idag finns inget av dessa verksamheter kvar. Godset bedriver idag ett modernt skogsbruk. Jakten är, som den historiskt alltid varit, en viktig del av livet på Sickelsjö. Här jagas klövvilt men också fågelskytte förekommer. Första vildsvinet nedlades hösten 2006. Jordbruket är numera utarrenderat och det sista fåren betade här 2014.